# Ewald Naujoks

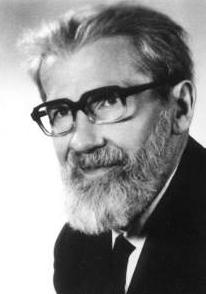
Ewald Naujoks

Ewald Naujoks (geb. 8. Juni 1903 in Scheppetschen, Ostpreußen; gest. 4. Januar 1985 in Bayreuth) war ein deutscher Museumsführer, Verwaltungsangestellter, Sozialist und Widerstandskämpfer im Dritten Reich.

## Leben
Mit den Erziehungsprinzipien Maria Montessoris aufgewachsen, absolvierte der Hochbegabte alle Klassen des Humanistischen Gymnasiums in Insterburg (Ostpreußen) bis zum Abitur stets als Primus Omnium. Fortan förderte er Montessoris Gedankengut, wo und wann immer er konnte.
1927 trat Naujoks aus der evangelischen Kirche aus, da sich diese seiner Meinung nach ab 1920 für den Revanchekrieg eingesetzt hatte, und wurde Buddhist. Nach seinem Studium der Rechte und der Nationalökonomie in Königsberg, Berlin und Wien las er mit 25 Jahren Rosa Luxemburgs Schriften und trat daraufhin 1928 in Berlin den Roten Kämpfern bei. In Alfred Adler, den er 1928 in Wien noch selbst gehört hatte, sah er seinen zweiten Meister. Dessen Theorie der Individualpsychologie beeinflusste Naujoks’ Denken und Lebensgefühl nachhaltig. Zudem schätzte und verehrte er Rosa Luxemburg, deren Leitspruch „Freiheit ist immer die Freiheit des Andersdenkenden“ ihn bis ans Lebensende prägte.

### Widerstand und Haft im Dritten Reich
Nachdem die Führung der Roten Kämpfer 1936 verhaftet worden war, baute Naujoks die Gruppe bis zu einer Zahl von 60 Mitgliedern wieder auf. Im Zweiten Weltkrieg – er wurde 1940 als Dolmetscher und Statistiker eingezogen – wirkte er im Stillen, zusammen mit Mitgliedern der Katholischen Aktion. 1943 wurde er denunziert und am 15. Dezember 1943 festgenommen. Am 29. Januar 1945 begann die Hauptverhandlung am Volksgerichtshof vor dem Senat des gefürchteten Vorsitzenden Roland Freisler.

### Der Volksgerichtshof in Bayreuth

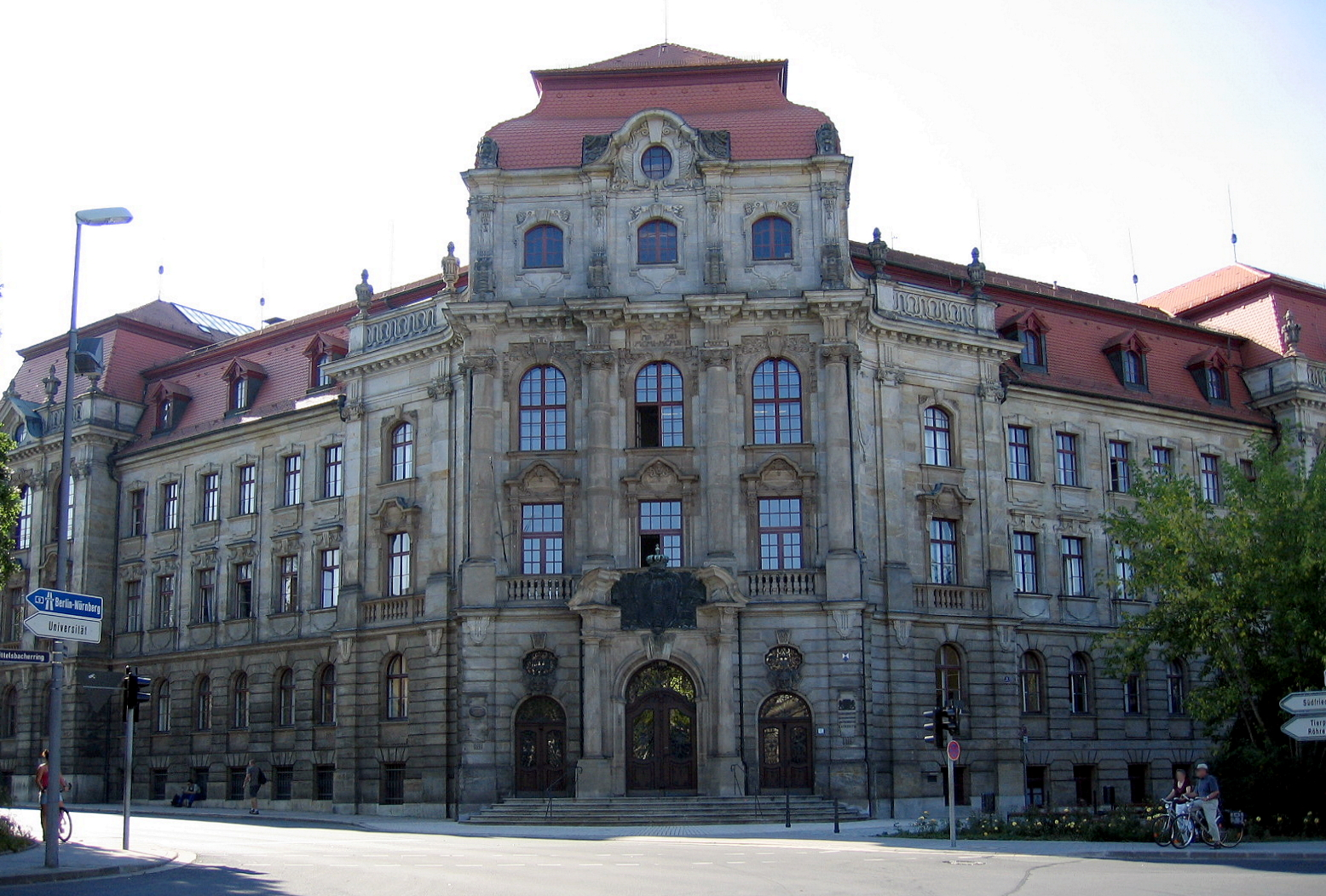
Justizpalast am Wittelsbacherring

Die Aussetzung des Verfahrens um zehn Tage rettete Ewald Naujoks das Leben. In der Zwischenzeit, am 3. Februar 1945, war das Gebäude des Volksgerichtshofs zerbombt worden und Freisler dabei ums Leben gekommen. Vier Tage später begann Naujoks’ Verlegung mit anderen Gefangenen in die Strafanstalt St. Georgen-Bayreuth.
Seit Herbst 1944 hatte der Volksgerichtshof bereits mehrfach im Justizpalast in Bayreuth, der damaligen „Gauhauptstadt“ des Gaus Bayerische Ostmark, getagt. Nach der Zerstörung des Gebäudes in Berlin war beschlossen worden, den Volksgerichtshof nach Potsdam auszulagern und die für Hoch- und Landesverrat zuständigen Senate nach Bayreuth zu verlegen. Am 7. Februar begann der Abtransport von insgesamt rund 270 Häftlingen aus Berlin, die in zwei Frachtkähnen bis Coswig und von dort in Viehwaggons weiter nach Bayreuth gebracht wurden. Am 17. Februar kamen sie am Hauptbahnhof an und mussten unter Bewachung zum Zuchthaus laufen.

### Überleben in letzter Minute und erste Aufgaben in Bayreuth
Naujoks berichtete von Schlägen seitens der Justizbeamten und äußerst karger Verpflegung, die er als „fürchterliches Elend“ bezeichnete. Die Gefangenen mussten schwarze Zuchthauskleidung mit breiten gelben Ziernähten an den Hosen tragen. Aufgrund des Beschusses der Stadt durch die US-Armee wurden sie am 13. April 1945 aus der Anstalt herausgeführt. Aus Angst, die Häftlinge könnten nach ihrer Rückkehr von der SS erschossen werden, kehrte Naujoks nicht in das Gefängnis zurück. Die wegen der näherrückenden Front für den 14. April 1945 angesetzte Erschießung aller in Bayreuth inhaftierten politischen Gefangenen fand indes nicht mehr statt. Am Vormittag des 14. April, kurz vor der Einnahme der Stadt durch die amerikanischen Truppen, wurden sie von Karl Ruth aus der Haft befreit.
Aufgrund seiner Sprachkenntnisse wurde Naujoks zu den Verhandlungen über die kampflose Übergabe der Stadt herangezogen. Am 8. September 1945 wurde er von den ehemaligen politischen Gefangenen als einer ihrer Obleute in ein von den Amerikanern anerkanntes Komitee gewählt.
Die Amerikaner konnten ihn bei der Neustrukturierung der Stadtverwaltung gut gebrauchen. Zunächst bei der Treuhandstelle beschäftigt, wechselte er am 17. Januar 1946 ins Landratsamt. In den Diensten der US-Militärregierung vernahm er 1947 den ehemaligen Bewachungsbeamten Liebehenschel, dem zur Last gelegt wurde, 36 Häftlinge eines Gefangenentransports aus Schlesien erschossen zu haben. Zugleich war Naujoks, bis 1947, maßgeblich am Wiederaufbau der Bayreuther Schulen, insbesondere der Städtischen Handelsschule, beteiligt.
Ende Mai 1946 reiste er als Delegierter zum ersten außerordentlichen bayerischen Gewerkschaftskongress nach München. Am 14. Juli 1946 wurde er zum Betriebsratsvorsitzenden beim Landratsamt Bayreuth gewählt, am 27. August 1946 dort aber entlassen. Am 28. September 1946 war er Gründungsmitglied der Vereinigung der Opfer des Faschismus, die in der Vereinigung der Verfolgten des Naziregimes (VVN) aufging. Bis Ende der 1940er Jahre war er in der VVN Bayreuth und im Landesvorstand Bayern tätig.

### Wirken in der jungen Bundesrepublik
Als aktiver Nazigegner legte er sich in der Bundesrepublik der Nachkriegsjahre mit vielen an. Der überzeugte Atheist im Bund für Geistesfreiheit stand mit den örtlichen Kirchenoberen permanent auf Kriegsfuß. Die gegenseitigen Anfeindungen in der örtlichen Presse sind Legende. Zudem versuchte er, in Bayreuth wieder politische Jugendarbeit zu organisieren. Die Jungsozialisten, die Sozialistische Arbeiter-Jugend (SAJ), Die Falken und andere können auf sein anfängliches Wirken zurückblicken.
Der Pazifist Naujoks führte Anfang 1957 die Deutsche Friedensgesellschaft (DFG) in die Internationale der Kriegsdienstgegner (IDK), als deren „örtlicher Vordenker“ er Friedensmärsche und Mahnwachen gegen die atomare Abschreckungsstrategie der Ära Adenauer organisierte. 1963 verließ er die IDK, beriet aber in den Jahren der „Gewissensprüfungen“ für Kriegsdienstverweiger weiterhin kompetent die wehrunwilligen Jugendlichen. Darüber hinaus war er für jeden, der Hilfe suchend zu ihm kam, ein geduldiger und aufmerksamer Zuhörer. Insbesondere den Kindern gehörte seine Aufmerksamkeit. Ihnen war er ein unmissverständlicher Fürsprecher bei den Eltern sowie ein hartnäckiger Anwalt und Ombudsmann bei Lehrern und Behörden.
Ewald Naujoks blieb bis zu seinem Tod in Bayreuth. Mit seiner Ehefrau Friedel Naujoks, geborene Volkmann, hatte er eine 1942 geborene Tochter. Zwei weitere Töchter (mit Gerda Eichendorff, die er seit 1941 kannte) kamen 1943 und 1948 zur Welt. Zunächst wohnte er in der Tannhäuserstraße 17. Die letzten Jahrzehnte seines Lebens lebte er allein in einer winzigen Souterrainwohnung am südlichen Stadtrand in der Ludwig-Thoma-Straße, in der sich Bücher und Zeitschriften bis unter die Decke stapelten.
Die Gedenkfeier für Ewald Naujoks fand am 10. Januar 1985 im Stadtfriedhof Bayreuth statt.

## Sonstiges
Bernd Mayer, Historiker und Bayreuther Ehrenbürger, würdigte in seinem Buch Bayreuth – Die letzten 50 Jahre Ewald Naujoks 1983 wie folgt: Immerhin verfügt Bayreuth jetzt über ein paar vorzeigbare Bürgerschrecks. Nach dem Zweiten Weltkrieg hatte hier der linke „Einmannbetrieb“ des bärtigen Ewald Naujoks fast allein auf weiter Flur den Kampf gegen den Kapitalismus führen müssen. Auf seine alten Tage wird ihm nun eine gewisse Entlastung zuteil.